# Protecta
Protecta (Eigenschreibweise: PROTECTA) ist ein italienisches Wissenschaftsmagazin.

## Geschichte
Es wurde im März 1987 von dem Herausgeber Rocco Colomba gegründet. Das Magazin hat seinen Sitz in Rom, der heutige Redakteur ist Tony Colomba. Durch das Format, das lange Aufsätze und Artikel enthält, neigt die Zeitschrift dazu einer intellektuellen Elite gerecht zu werden. Viele Sozialwissenschaftler, Männer und Frauen der Wissenschaft und andere führende Persönlichkeiten haben in diesem Magazin bereits Beiträge geschrieben, darunter Jacques Barrot, Edward Chaplin, Stavros Dimas, Jacques Diouf, Al Gore, Ban Ki-moon, Kōichirō Matsuura, E. Morley und A. Steiner.
Protecta hat eine durchschnittliche Auflage von 60.000 Exemplaren. Im Jahr 2008 erreichten einige Auflagen mehr als 100.000 Exemplare.